# Mogrus ignarus
Mogrus ignarus är en spindelart som beskrevs av Wesolowska 1999 [2000. Mogrus ignarus ingår i släktet Mogrus och familjen hoppspindlar. Inga underarter finns listade i Catalogue of Life.